# 埃尔纳内斯
安德松·埃尔纳内斯·德卡瓦略·安德拉德·利马（葡萄牙語：Anderson Hernanes de Carvalho Andrade Lima；1985年5月29日—），常被称为埃尔纳内斯（Hernanes），是一名巴西足球运动员，司職中场。靴南尼斯左右腳技巧純熟，而且擁有速度及射門力量。
在2006年這個球季，靴南尼斯被外借到聖安德列，返回聖保羅後，靴南尼斯憑著他良好的進攻技術，成為了聖保羅的主力球員。
2008年，靴南尼斯入選2008年奧運會男子足球比賽的巴西隊名單，並於小組賽首場對比利時時於開賽79分鐘射入致勝入球。
巴塞隆拿早前為他開價1500萬歐元轉會費，可惜聖保羅要求2500萬歐元以上，令此項轉會無疾而終。而AC米蘭及國際米蘭等的歐洲球會亦曾對這名有「新皮尔洛」之稱的中場球星有興趣。2010年8月，埃尔纳内斯最終加盟意大利球隊拉素。2017年，埃尔纳内斯加盟中国球队河北华夏幸福，期间曾被租借到巴西圣保罗。2018年，埃尔纳内斯回到河北华夏幸福足球队并担任主力。

## 榮譽
- 銅牌
  - 奧林匹克運動會足球比賽：2008年
- 巴西全國足球聯賽冠軍2007,2008